# 김무신
김무신(1999년 12월 8일~)은 KBO 리그 삼성 라이온즈의 투수이다. 그의 형은 KBO 리그 한화 이글스의 투수인 김범수이다.

## 삼성 라이온즈시절
2018년에 입단하였다. 2019년 7월 9일 KIA전에서 구원 등판하며 데뷔 첫 경기를 치렀고, 경기에서 1이닝 무실점을 기록했다. 데뷔 첫 경기에서 구원 승으로 데뷔 첫 승을 기록했다. 2024년 7월에 전역해 몇 경기 출전하였지만, 제구력으로 인해 2024년 9월 28일에 엔트리 말소 되었다.

## 상무 야구단시절
2023년에 입단하였다. 2024년 7월 전역하였다.

## 출신 학교
- 온양온천초등학교
- 온양중학교
- 북일고등학교

## 추가 평가
150km/h로 삼성에서 상위권 구속을 가지고 있지만 제구력은 많이 다듬어야 할 문제이다.
| 연도 | 팀명  | 평균자책점 | 경기 | 완투 | 완봉 | 승 | 패 | 세 | 홀 | 승률  | 타자 | 이닝 | 피안타 | 피홈런 | 볼넷 | 사구 | 탈삼진 | 실점 | 자책점 |
| ---- | ----- | ---------- | ---- | ---- | ---- | -- | -- | -- | -- | ----- | ---- | ---- | ------ | ------ | ---- | ---- | ------ | ---- | ------ |
| 2019 | 삼성  | 4.63       | 5    | 0    | 0    | 1  | 1  | 0  | 0  | 0.500 | 54   | 11⅔  | 10     | 2      | 10   | 0    | 9      | 6    | 6      |
| 2020 | 삼성  | 4.66       | 61   | 0    | 0    | 3  | 5  | 0  | 12 | 0.375 | 266  | 58   | 66     | 6      | 31   | 1    | 41     | 34   | 30     |
| 2021 | 삼성  | 6.63       | 20   | 0    | 0    | 0  | 0  | 0  | 1  | -     | 101  | 19   | 25     | 2      | 17   | 1    | 25     | 18   | 14     |
| 2022 | 삼성  | 5.91       | 37   | 0    | 0    | 3  | 3  | 0  | 3  | 0.500 | 168  | 35   | 39     | 2      | 22   | 2    | 32     | 29   | 23     |
| 2024 | 삼성  | 10.13      | 4    | 0    | 0    | 0  | 0  | 0  | 0  | -     | 26   | 5⅓   | 6      | 0      | 7    | 0    | 2      | 6    | 6      |
| 통산 | 5시즌 | 5.51       | 127  | 0    | 0    | 7  | 9  | 0  | 16 | 0.438 | 615  | 129  | 146    | 12     | 87   | 4    | 109    | 93   | 79     |